# Cobalt (datorspel)
Cobalt är ett action-orienterat sidscrollande plattformsspel utvecklat av svenska Oxeye Game Studio och publicerat av Mojang och Microsoft Studios. Spelet släpptes globalt den 2 februari 2016 till Windowsenheter samt Xbox 360 och Xbox One
Spelet lanserades som en alfaversion den 16 december 2011. Spelet var Mojangs första spel som utgivare.